# Vingt et unième circonscription de Paris de 1988 à 2012
Pour les articles homonymes, voir Vingt et unième circonscription de Paris de 1958 à 1986.
La vingt et unième circonscription de Paris est l'une des 21 circonscriptions électorales françaises que compte le département de Paris (75) situé en région Île-de-France. D'après les chiffres de l'Institut National de la Statistique et des Études Économiques (INSEE) de 1999, la population de cette circonscription est estimée à 125 393 habitants.

## Délimitation de la circonscription
Entre 1988, année des premières élections après le rétablissement du scrutin uninominal majoritaire par circonscription, et le redécoupage des circonscriptions réalisé en 2010, la circonscription recouvre trois quartiers du 20e arrondissement : Charonne, Saint-Fargeau et une partie de Père-Lachaise située au sud d'une ligne définie par l'axe des voies avenue Gambetta, rue de la Bidassoa et rue Villiers-de-L'Isle-Adam.
Cette délimitation s'applique donc aux IXe, Xe, XIe, XIIe et XIIIe législatures de la Cinquième République française.
Cette sixième circonscription de Paris correspond au redécoupage de deux circonscriptions de la période 1958-1986 : une partie de la trentième et une partie de la trente et unième.
En 2012, cette circonscription est globalement devenue la nouvelle quinzième circonscription, cédant une partie des quartiers du Père-Lachaise et de Charonne respectivement aux nouvelles sixième et huitième circonscriptions.

## Liste des députés

### Élection du 16 mars 1986 au scrutin proportionnel
En 1985, le président de la république François Mitterrand changea le mode de scrutin des députés en rétablissant le scrutin proportionnel. Le nombre de députés du département de Paris fut ramené de 31 à 21.
| Législature | Début de mandat | Fin de mandat | Député élu     | Parti politique | Parti politique | Observations                                                       |
| ----------- | --------------- | ------------- | -------------- | --------------- | --------------- | ------------------------------------------------------------------ |
| VIIIe       | 2 avril 1986    | 14 mai 1988   | Michel Charzat |                 | PS              | mandat écourté à la suite d'une dissolution de François Mitterrand |

### Députés de 1988 à 2012
Après les élections du 16 mars 1986, le nouveau premier ministre Jacques Chirac rétablissait le scrutin majoritaire à deux tours. Le nombre de députés était maintenu à 21 et les circonscriptions électorales antérieures étaient donc ramenées de 31 à 21. La majeure partie de l'ancienne trentième circonscription et un des quartiers de l'ancienne trente et unième circonscription fusionnèrent pour former la nouvelle vingt et unième circonscription.
| Législature | Début de mandat | Fin de mandat   | Député élu               | Parti politique | Parti politique | Observations                                                                       |
| ----------- | --------------- | --------------- | ------------------------ | --------------- | --------------- | ---------------------------------------------------------------------------------- |
| IXe         | 23 juin 1988    | 1er avril 1993  | Michel Charzat           |                 | PS              |                                                                                    |
| Xe          | 2 avril 1993    | 21 avril 1997   | Didier Bariani           |                 | UDF             | Mandat écourté à la suite d'une dissolution de Jacques Chirac                      |
| XIe         | 12 juin 1997    | 20 octobre 1999 | Véronique Carrion-Bastok |                 | PS              | Démission provoquant une élection partielle.                                       |
| XIe         | 5 décembre 1999 | 18 juin 2002    | Michel Charzat           |                 | PS              | Démission provoquant une élection partielle.                                       |
| XIIe        | 19 juin 2002    | 25 juin 2007    | Michel Charzat           |                 | PS              |                                                                                    |
| XIIIe       | 20 juin 2007    | 16 juin 2012    | George Pau-Langevin      |                 | PS              | Remplacée par son suppléant après sa nomination au sein du gouvernement Ayrault I. |
| XIIIe       | 17 juin 2012    | 19 juin 2012    | Jean-Yves Autexier       |                 | MRC             | Remplacée par son suppléant après sa nomination au sein du gouvernement Ayrault I. |

## Résultats électoraux

### Élections législatives de 1988
| Candidat                                | Candidat                     | Parti                | Premier tour | Premier tour | Second tour | Second tour |  |
| Candidat                                | Candidat                     | Parti                | Voix         | %            | Voix        | %           |  |
| --------------------------------------- | ---------------------------- | -------------------- | ------------ | ------------ | ----------- | ----------- |  |
|                                         | Michel Charzat sortant réélu | PS                   | 15 902       | 39,44        | 22 325      | 51,40       |  |
|                                         | Didier Bariani               | UDF (Rad) (URC)      | 15 686       | 38,91        | 21 101      | 48,59       |  |
|                                         | Raymond Fraisse              | FN                   | 4 929        | 12,22        |             |             |  |
|                                         | Henri Malberg                | PCF                  | 3 465        | 8,59         |             |             |  |
|                                         | Monique Costa                | Divers               | 171          | 0,42         |             |             |  |
|                                         | Robert Lesourt               | Extrême droite (POE) | 157          | 0,38         |             |             |  |
|                                         |                              |                      |              |              |             |             |  |
| Inscrits                                | Inscrits                     | Inscrits             | 68 738       | 100,00       | 68 738      | 100,00      |  |
| Abstentions                             | Abstentions                  | Abstentions          | 27 956       | 40,67        | 24 502      | 35,65       |  |
| Votants                                 | Votants                      | Votants              | 40 782       | 59,33        | 44 236      | 64,35       |  |
| Blancs et nuls                          | Blancs et nuls               | Blancs et nuls       | 472          | 1,16         | 810         | 1,83        |  |
| Exprimés                                | Exprimés                     | Exprimés             | 40 310       | 98,84        | 43 426      | 98,17       |  |
| Source : Le Monde des 7 et 14 juin 1988 |                              |                      |              |              |             |             |  |

La suppléante de Michel Charzat était Marie-France Gouriou, cadre administratif.

### Élections législatives de 1993
| Candidat              | Candidat               | Parti          | Premier tour | Premier tour | Second tour | Second tour |  |
| Candidat              | Candidat               | Parti          | Voix         | %            | Voix        | %           |  |
| --------------------- | ---------------------- | -------------- | ------------ | ------------ | ----------- | ----------- |  |
|                       | Didier Bariani élu     | UDF (Rad)      | 16 285       | 39,14        | 21 388      | 53,59       |  |
|                       | Michel Charzat sortant | PS (ADFP)      | 9 005        | 21,64        | 18 520      | 46,41       |  |
|                       | Raymond Fraisse        | FN             | 5 662        | 13,61        |             |             |  |
|                       | Valérie Marange        | Les Verts (EÉ) | 4 286        | 10,30        |             |             |  |
|                       | Henri Malberg          | PCF            | 3 229        | 7,76         |             |             |  |
|                       | Nadine Nicole          | LO             | 850          | 2,04         |             |             |  |
|                       | Daniel Bensaïd         | LCR            | 632          | 1,52         |             |             |  |
|                       | Alain Ventalon         | LT-LNÉ         | 598          | 1,44         |             |             |  |
|                       | Jean Caze              | RDRP           | 435          | 1,05         |             |             |  |
|                       | Touria Hassouni        | MDR            | 299          | 0,72         |             |             |  |
|                       | Marc Piemontese        | UÉD            | 194          | 0,47         |             |             |  |
|                       | Antoine Lagaisse       | PLN            | 134          | 0,32         |             |             |  |
|                       |                        |                |              |              |             |             |  |
| Inscrits              | Inscrits               | Inscrits       | 65 997       | 100,00       | 65 997      | 100,00      |  |
| Abstentions           | Abstentions            | Abstentions    | 23 062       | 34,94        | 23 564      | 35,7        |  |
| Votants               | Votants                | Votants        | 42 935       | 65,06        | 42 433      | 64,3        |  |
| Blancs et nuls        | Blancs et nuls         | Blancs et nuls | 1 326        | 3,09         | 2 525       | 5,95        |  |
| Exprimés              | Exprimés               | Exprimés       | 41 609       | 96,91        | 39 908      | 94,05       |  |
| Source : Data.gouv.fr |                        |                |              |              |             |             |  |

La suppléante de Didier Bariani était Arlette Braquy, Conseillère de Paris, adjointe au maire du 20ème arrondissement.

### Élections législatives de 1997
| Candidat       | Candidat                     | Parti          | Premier tour | Premier tour | Second tour | Second tour |  |
| Candidat       | Candidat                     | Parti          | Voix         | %            | Voix        | %           |  |
| -------------- | ---------------------------- | -------------- | ------------ | ------------ | ----------- | ----------- |  |
|                | Didier Bariani sortant       | UDF (Rad)      | 11 827       | 29,5         | 19 326      | 45,34       |  |
|                | Véronique Carrion-Bastok élu | PS             | 11 009       | 27,46        | 23 303      | 54,66       |  |
|                | Martine Lehideux             | FN             | 5 352        | 13,35        |             |             |  |
|                | Pierre Mansat                | PCF            | 3 521        | 8,78         |             |             |  |
|                | Denis Baupin                 | Les Verts      | 1 980        | 4,94         |             |             |  |
|                | Jean-Yves Autexier           | MDC            | 1 210        | 3,02         |             |             |  |
|                | Nadine Pinochet              | LO             | 1 172        | 2,92         |             |             |  |
|                | Daniel Bernard               | LDI (CNIP)     | 671          | 1,67         |             |             |  |
|                | François Jeantelot           | GÉ             | 636          | 1,59         |             |             |  |
|                | Anne Delacquis               | SÉGA           | 502          | 1,25         |             |             |  |
|                | Dorothée Dauce               | LCR            | 398          | 0,99         |             |             |  |
|                | Brice Mallié                 | US4J           | 343          | 0,86         |             |             |  |
|                | Stephen Guattari             | Divers         | 274          | 0,68         |             |             |  |
|                | Roland Lamaison              | LT-LNÉ         | 223          | 0,56         |             |             |  |
|                | Nicole Bernard               | PT             | 220          | 0,55         |             |             |  |
|                | Jean-Claude Barat            | MÉI            | 142          | 0,35         |             |             |  |
|                | Mitsuru Watanabe             | Extrême droite | 119          | 0,3          |             |             |  |
|                | Jean-Édouard Raphose         | IR             | 116          | 0,29         |             |             |  |
|                | Éloi Leticée                 | MDR            | 114          | 0,28         |             |             |  |
|                | Véronique Uchlinger          | Divers         | 81           | 0,2          |             |             |  |
|                | Autres candidats             | Divers         | 257          | 0,64         |             |             |  |
|                |                              |                |              |              |             |             |  |
| Inscrits       | Inscrits                     | Inscrits       | 66 049       | 100,00       | 66 049      | 100,00      |  |
| Abstentions    | Abstentions                  | Abstentions    | 24 694       | 37,39        | 21 548      | 32,62       |  |
| Votants        | Votants                      | Votants        | 41 355       | 62,61        | 44 501      | 67,38       |  |
| Blancs et nuls | Blancs et nuls               | Blancs et nuls | 1 269        | 3,07         | 1 872       | 4,21        |  |
| Exprimés       | Exprimés                     | Exprimés       | 40 086       | 96,93        | 42 629      | 95,79       |  |

Le suppléant de Véronique Carrion-Bastok était Jean-Michel Rosenfeld, ancien collaborateur de Pierre Mauroy, adjoint au maire du 20ème arrondissement.

### Élections législatives partielles de 1999
(à la Suite de la démission de Véronique Carrion-Bastok).
|                | Michel Charzat élu | PS             | 5 335  | 25,61  | 11 177 | 54,28  |  |  |  |  |  |
|                | Didier Bariani     | UDF            | 4 383  | 21,04  | 9 414  | 45,72  |  |  |  |  |  |
|                | Denis Baupin       | Les Verts      | 2 619  | 12,57  |        |        |  |  |  |  |  |
|                | Jean-Louis Arajol  | RPF            | 2 402  | 11,53  |        |        |  |  |  |  |  |
|                | Pierre Mansat      | PCF            | 1 836  | 8,81   |        |        |  |  |  |  |  |
|                | Martine Lehideux   | FN             | 1 082  | 5,19   |        |        |  |  |  |  |  |
|                | Catherine Lebrun   | LCR            | 481    | 2,31   |        |        |  |  |  |  |  |
|                | Brice Lalonde      | GÉ             | 312    | 1,50   |        |        |  |  |  |  |  |
|                | Jacques Gaillard   | MNR            | 259    | 1,24   |        |        |  |  |  |  |  |
|                |                    |                |        |        |        |        |  |  |  |  |  |
| Inscrits       | Inscrits           | Inscrits       | 60 273 | 100,00 | 60 273 | 100,00 |  |  |  |  |  |
| Abstentions    | Abstentions        | Abstentions    | 38 971 | 64,66  | 38 578 | 64,01  |  |  |  |  |  |
| Votants        | Votants            | Votants        | 21 302 | 35,34  | 21 695 | 35,99  |  |  |  |  |  |
| Blancs et nuls | Blancs et nuls     | Blancs et nuls | 467    | 2,19   | 1 104  | 5,09   |  |  |  |  |  |
| Exprimés       | Exprimés           | Exprimés       | 20 835 | 97,81  | 20 591 | 94,91  |  |  |  |  |  |

La suppléante de Michel Charzat était Françoise Durand, Conseillère de Paris.

### Élections législatives de 2002
| Candidat       | Candidat                     | Parti             | Premier tour | Premier tour | Second tour | Second tour |  |
| Candidat       | Candidat                     | Parti             | Voix         | %            | Voix        | %           |  |
| -------------- | ---------------------------- | ----------------- | ------------ | ------------ | ----------- | ----------- |  |
|                | Michel Charzat sortant réélu | PS                | 16 157       | 38,21        | 22 218      | 57,5        |  |
|                | Raoul Delamare               | UMP               | 9 217        | 22,03        | 16 425      | 42,5        |  |
|                | Martine Lehideux             | FN                | 3 343        | 7,91         |             |             |  |
|                | Jean-Louis Arajol            | RPF               | 3 311        | 7,83         |             |             |  |
|                | Denis Baupin                 | Les Verts         | 2 926        | 6,92         |             |             |  |
|                | Virginie Votier              | UDF               | 2 045        | 4,84         |             |             |  |
|                | Pierre Mansat                | PCF               | 1 832        | 4,33         |             |             |  |
|                | Catherine Lebrun             | LCR               | 786          | 1,86         |             |             |  |
|                | Jeannine Chambon             | Pôle républicain  | 685          | 1,62         |             |             |  |
|                | Nadine Pinochet              | LO                | 277          | 0,66         |             |             |  |
|                | Emmanuel Soulias             | Cap21             | 209          | 0,49         |             |             |  |
|                | Marie-José Pépin             | SÉGA              | 186          | 0,44         |             |             |  |
|                | Claudine Redon               | PT                | 176          | 0,42         |             |             |  |
|                | Hany Hanna                   | Extrême gauche    | 174          | 0,41         |             |             |  |
|                | Alain Ventalon               | MHAN              | 168          | 0,4          |             |             |  |
|                | Barbara Almosnino            | MNR               | 164          | 0,39         |             |             |  |
|                | Moïse Maatouk                | MÉI               | 91           | 0,22         |             |             |  |
|                | Jean-Marie Perbost           | ND                | 83           | 0,2          |             |             |  |
|                | Patrick Carrale              | CNIP              | 73           | 0,17         |             |             |  |
|                | Ronald Rémy                  | Divers écologiste | 66           | 0,16         |             |             |  |
|                | Autres candidats             | Divers            | 216          | 0,67         |             |             |  |
|                |                              |                   |              |              |             |             |  |
| Inscrits       | Inscrits                     | Inscrits          | 63 810       | 100,00       | 63 797      | 100,00      |  |
| Abstentions    | Abstentions                  | Abstentions       | 21 011       | 32,93        | 23 960      | 37,56       |  |
| Votants        | Votants                      | Votants           | 42 799       | 67,07        | 39 837      | 62,44       |  |
| Blancs et nuls | Blancs et nuls               | Blancs et nuls    | 514          | 1,2          | 1 194       | 3           |  |
| Exprimés       | Exprimés                     | Exprimés          | 42 285       | 98,8         | 38 643      | 97          |  |

La suppléante de Michel Charzat était Nathalie Kaufmann, historienne d'art, adjointe au maire du 20ème arrondissement de Paris.

### Élections législatives de 2007
| Candidat                          | Candidat                 | Parti                | Premier tour | Premier tour | Second tour | Second tour |
| Candidat                          | Candidat                 | Parti                | Voix         | %            | Voix        | %           |
| --------------------------------- | ------------------------ | -------------------- | ------------ | ------------ | ----------- | ----------- |
|                                   | Raoul Delamare           | UMP                  | 12 463       | 27,88        | 15 701      | 37,30       |
|                                   | George Pau-Langevin élue | PS                   | 12 446       | 27,84        | 26 398      | 62,70       |
|                                   | Michel Charzat sortant   | Divers gauche        | 6 322        | 14,14        |             |             |
|                                   | Didier Bariani           | UDF–MoDem            | 4 535        | 10,14        |             |             |
|                                   | Laurent Boudereaux       | Les Verts            | 2 598        | 5,81         |             |             |
|                                   | Pierre Mansat            | PCF                  | 2 341        | 5,24         |             |             |
|                                   | Elisabeth Duggan         | Extrême gauche (LCR) | 1 569        | 3,51         |             |             |
|                                   | Martine Lehideux         | FN                   | 1 376        | 3,08         |             |             |
|                                   | Patrick Leiseing         | Divers (LFA)         | 305          | 0,68         |             |             |
|                                   | Nadine Pinochet          | Extrême gauche (LO)  | 256          | 0,57         |             |             |
|                                   | Philippe Mazuc           | Extrême droite (MNR) | 240          | 0,54         |             |             |
|                                   | Benny Malapa             | Extrême gauche (PT)  | 178          | 0,40         |             |             |
|                                   | Daniel Menuet            | Divers (S&P)         | 50           | 0,11         |             |             |
|                                   | Sylvaine Baroche         | Divers               | 24           | 0,05         |             |             |
|                                   |                          |                      |              |              |             |             |
| Inscrits                          | Inscrits                 | Inscrits             | 75 331       | 100,00       | 75 326      | 100,00      |
| Abstentions                       | Abstentions              | Abstentions          | 30 142       | 40,01        | 32 237      | 42,80       |
| Votants                           | Votants                  | Votants              | 45 189       | 59,99        | 43 089      | 57,20       |
| Blancs et nuls                    | Blancs et nuls           | Blancs et nuls       | 486          | 1,08         | 990         | 2,30        |
| Exprimés                          | Exprimés                 | Exprimés             | 44 703       | 98,92        | 42 099      | 97,70       |
| Source : Ministère de l'Intérieur |                          |                      |              |              |             |             |